# Livezile, Bistrița-Năsăud
Livezile là một xã thuộc hạt Bistrița-Năsăud, România. Dân số thời điểm năm 2002 là 4309 người.